# Martinus Beijerinck (1803-1847)
Martinus Beijerinck (Nijmegen, 22 mei 1803 - Delft, 2 februari 1847) was een Nederlands waterbouwkundige. Hij was een telg van de familie Beijerinck en de zoon van Frederik Beijerinck.

## Opleiding
Hij slaagde voor het toelatingsexamen van de Delftse artillerie- en genieschool, maar besloot net als zijn neef Jan Anne Beijerinck als waterbouwkundige te gaan werken. Hij werd opzichter in Gelderland, maar toen hij 3 jaren later zag, dat die slimme neef nog steeds opzichter was, besloot hij, op aandringen van zijn vader, toch maar liever cadet te worden. Zijn vader deed aanvraag daarvoor, en de directeur van de school, generaal Voet, rapporteerde dat het examen zo goed geweest was, dat hij direct toegelaten kon worden. Hij werd in april 1823 cadet en in september van dat jaar in het tweede jaar geplaatst. Hij werd met ingang van 1 Mei 1826 benoemd tot élève-aspirant bij de waterstaat.

## Rijkswaterstaat
In eerste instantie werkte hij in Gelderland. Pas op 1 april 1834 werd hij asprirant-ingenieur, hij werd wel als zodanig betaald vanaf 1832. Dit kwam door de economische malaise van die tijd. Na de opleving in 1834 werd hij in oktober van dat jaar bevorderd tot ingenieur 1e klasse en werd tegelijk arrondissement-ingenieur in Utrecht. Vanaf 20 juni 1837 werd hij waarnemend  hoofdingenieur in Utrecht. Op 1 oktober van dat jaar ging hij naar Friesland, met standplaats Leeuwarden. Hij werd verantwoordelijk voor de aanleg van de veenkanalen in het zuidoosten van die provincie. En vanaf 1 april 1843 werd hij de arrondissements-ingenieur in het 5e district van Zeeland, met standplaats Sas van Gent. Hij werd verantwoordelijk voor de sluis bij Terneuzen en het kanaal van Gent naar Terneuzen. Hier bouwde hij veel ervaring op met sluizen en kanaalwerken. Dit kanaal was in verband met de Belgische Opstand gesloten geweest en daardoor verzand. Na normalisering van de betrekkingen moest het kanaal weer bruikbaar gemaakt worden, onder andere door baggerwerk.

## Onderwijs
Vanwege zijn ervaring met waterbouwkundige werken werd hij in 1845 gevraagd om docent waterbouwkunde te worden aan de Academie te Delft. Zijn leerlingen waren zeer tevreden over zijn onderwijs, maar er kwam snel een eind aan doordat hij roodvonk kreeg en daar aan stierf.

## Privé
Hij trouwde op 20 juni 1832 in Arnhem met Frederika Louisa Mallinckrodt, die 24 juni 1882 te Delft overleed, en 5 kinderen had, onder wie Frederik Beijerinck (resident in Nederlands-Indië) en Willem Beijerinck (kolonel der artillerie). Willem heeft ook zijn militaire diensttijd in Nederlands-Indië doorgebracht (van 1889 - 1912).  Hij heeft 1903 de Militaire Willems-Orde ontvangen. Blijkbaar had hij ook cartografische vaardigheden van zijn voorvaderen geërfd, want met name in de eerste jaren van zijn tijd in Nederlands-Indië heeft hij zich bezig gehouden met het maken van topografische kaarten. Hij maakte o.a. de kaart van Semarang (1861-1864) , Soerakarta (1861-1866) en Cheribon (1907), alle op schaal 1:100.000 in 6 bladen.
- Biografisch Portaal: 34760091
- Digitale Bibliotheek voor de Nederlandse Letteren: beij016